# Elodie Li Yuk Lo
Nioun Chin Elodie Li Yuk Lo (* 29. September 1982 in Port Louis) ist eine mauritische Beachvolleyballspielerin.

## Karriere
Li Yuk Lo verließ ihre Heimat in Richtung Kanada, um an der University of Toronto zu studieren. Von 2001 bis 2006 spielte sie im Volleyball-Team der Universität als Libero. Neben dem Sport arbeitet sie in Toronto als Lehrerin für Biologie und Sport an einer weiterführenden Schule. 2008 wollte sie mit ihrer Freundin Marjorie Nadal ein Beachvolleyball-Duo bilden. Nadal lehnte das Angebot ab, vermittelte aber den Kontakt zu der in Frankreich lebenden Natacha Rigobert, die gerade ihren Urlaub in Mauritius verbrachte. Daraufhin trafen sich Rigobert und Li Yuk Lo in Frankreich und vereinbarten, zukünftig als Duo im Sand anzutreten. Ihren ersten internationalen Auftritt hatten sie im gleichen Jahr bei den Kristiansand Open. 2009 absolvierten sie ihren ersten Grand Slam in Klagenfurt und spielten beim Open-Turnier in Stare Jabłonki. Nach einigen weiteren Turnieren 2010 traten sie 2011 bei der Weltmeisterschaft in Rom an, wo ihnen allerdings kein Satzgewinn gelang. 2012 spielten sie fünf Grand Slams. Beim Continental Cup der CAVB qualifizierten sie sich für die Olympischen Spiele in London. Dort trafen sie in der Vorrunde unter anderem auf die deutschen Teilnehmer Katrin Holtwick und Ilka Semmler.